# Conector logic
În logică, conectorii logici sunt simboluri sau cuvinte folosite pentru legarea a două sau mai multe predicate (afirmații) într-o manieră gramaticală validă, sau sunt operatori logici meniți să combine predicate (propoziții) în cadrul unei logici (inter)propoziționale. Și în limbajele de programare apare termenul de operator logic, dar cu altă semnificație concretă față de cea din logică. Conectorii logici mai pot fi considerați în context și drept:
- - combinatori de propoziții
- - conectori (inter)propoziționali
- - combinatori de predicate